# هوارد دی گریوز
هوارد دی گریوز (انگلیسی: Howard D. Graves; ۱۵ اوت ۱۹۳۹ – ۱۳ سپتامبر ۲۰۰۳) ژنرال‌ ارتش اهل ایالات متحده آمریکا بود.
وی همچنین برندهٔ جوایزی همچون بورسیه رودز، نشان ستاره برنزی، و نشان هوایی شده‌است.